# Питър Дракър
Питър Фърдинанд Дракър (Peter Ferdinand Drucker, също Дръкър) е американски специалист и автор на книги по теория на управлението и бизнес мениджмънта, както и социален еколог. Неговите книги и научнопопулярни статии, на които е автор, изследват по какъв начин хората се организират в бизнес корпорациите, правителствения сектор и нестопанските сдружения в обществото. Той е един от най-известните и най-широко влиятелни мислители в областта на научния мениджмънт. Неговите литературни произведения предричат голяма част от най-важните социално-икономически събития от края на XX век, включително широката приватизация и децентрализация, възходът на Япония като световна икономическа сила, решаващото значение на маркетинга в икономиката, както и възникването на информационно общество и нуждата от обучение и усъвършенстване през целия живот. През 1959 г. Дракър въвежда понятието „работник на умствения труд“. Той смята, че най-значимият и действителност уникален принос на мениджмънта през XX век е петдесеткратното увеличение на производителността на работниците на ръчния труд. Аналогично, най-важният принос, който мениджмънтът трябва да регистрира през XXI век е увеличаването на продуктивността на работниците на умствения труд. Ако според него най-ценните активи за една компания през XX век са производствените ѝ съоръжения, то най-важните активи за компаниите на XXI век – били те в сферата на бизнеса или в друга сфера – ще бъдат работниците на умствения труд и тяхната продуктивност. Дракър е автор на 39 книги, издадени на над 50 езика; някои от тях и на български.

## Биография
Питър Дракър е роден като Петер Друкер във Виена в семейството на Адолф Друкер – адвокат и висш държавен служител – и Каролин Бонд, която от своя страна следва медицина. Дракър израства в дом, където интелектуаци, високопоставени държавни служители и учени се срещат често за да дискутират новите идеи на XX век. След завършване на гимназия и претърпяната загуба на Австро-Унгария в Първата световна война, безработицата принуждава Дракър да замине за Хамбург, Германия. Там намира първата си работа като чирак в утвърдена компания за производство на памук, а впоследствие се изявява като журналист, пишейки за „Der Österreichische Volkswirt“. Журналистическата му кариера продължава във Франкфурт на Майн, където пише за „Frankfurter General-Anzeiger“. В 1931 г. завършва Франкфуртския университет, защитавайки успешно докторантура по международно и публично право. Още тогава е повлиян от възгледите на австрийския икономист Йозеф Шумпетер, който е и приятел на баща му, които помагат на Дракър да разбере, че именно иновациите и предприемчивостта са решаващи за успешния мениджмънт. По различен начин той е повлиян и от Джон Мейнард Кейнс. В 1934 г. в Кеймбридж, Англия, Дракър присъства на лекция на Кейнс, за която той пише: „Аз изведнъж осъзнах, че Кейнс и всички блестящи студенти по икономика в залата се интересуваха от поведението на стоките, докато аз се интересувах от поведението на хората.“
Като млад писател Дракър пише два литературни труда – единият от които за консервативния немски философ Фридрих Юлиус – и друг озаглавен „Еврейският въпрос в Германия“, който бива изгорен и забранен от нацистите. Това принуждава Дракър да се премести от Германия в Англия през 1933 г. В Лондон той работи за застрахователна компания, а след това като главен икономист в частна банка. През 1934 г. се жени за Дорис Шмиц. Тяхната връзка датира още от студентските им години във Франкфуртския университет. След четири години прекарани в Англия, двамата се установяват за постоянно в Съединените щати в 1937 г. В САЩ Дракър първоначално работи за група британски банки и застрахователни компании, а по-късно като консултант по мениджмънт на някои от най-големите компании в страната, както и на водещи чуждестранни фирми. Писател е на свободна практика на бизнес литература. През 1943 г. Дракър получава американско гражданство.
Оттогава датира и забележителната кариера на Дракър като преподавател – първо като професор по политика и философия във „Вашингтон колидж, а от 1950 до 1971 г. е професор по мениджмънт в Бизнес факултета на Нюйоркския университет. От 1971 г. до смъртта си е почетен професор по социални науки в „Клеърмонт колидж“ в Калифорния.

## Кариера
Кариерата на Питър Дракър в сферата на научния мениджмънт започва през 1942 г. когато неговите записки за политиката и обществото правят впечатление на ръководството на „Дженеръл Мотърс“ – най-големият автомобилен гигант в света за онова време – и той получава достъп до вътрешното функциониране на компанията. Той споделя впечатленията си от начина на работа във фирмата с Доналдсън Браун – ръководител на административния контрол в Дженеръл Мотърс. През 1943 г. Браун кани Дракър да проведе одит в корпорацията и така за две години работа, той представя социално-научен анализ на фирмата. В рамките на този анализ той присъства на всяко събрание на ръководството на компанията, интервюира служителите, анализира производството и вземането на решения.
В резултат на направения анализ Дракър публикува книгата „Концепция за корпорацията“ (1946). Книгата впечатлява публиката в корпоративните среди и това довежда до множество нови статии, книги, както и консултантски ангажименти на Дракър. Дженеръл Мотърс обаче не са особено развалнувани от направения научен анализ. В него Дракър предлага автомобилния гигант да преразгледа дългогодишните си политики на връзки с клиентите, дилът взаимоотношенията и отношенията към служителите. От своя страна председателя на Дженеръл Мотърс Алфред Слоун е толкова разстроен от книгата, че Дракър по-нататък признава: „Той просто се правеше, че тя не съществува. Никога не я е споменавал и никога не е позволявал да бъде споменавана в негово присъствие.“
Дракър осъзнава, че управлението е „либерално изкуство“, което се влива и черпи своята информация от интердисциплинарните поуки на историята, социологията, психологията, философията, културата и религията. Той също така силно вярва, че всички институции, включително и тези в частния сектор, носят отговорност за цялото общество. Въз основа на тези възгледи той написва книгата „Мениджмънт – задачи, отговорности, практики“ (1974). В нея той пише: „Ако ръководителите на нашите най-големи институции, и особено на бизнеса, не носят отговорност за общото благо, никой друг не може и не ще.“
Дракър силно се интересува от нарастващия брой на хората на умствения труд, а не толкова от хората на ръчния труд. Той е заинтригуван от служителите, които знаят повече по определени теми от своите началници и колеги. Подходите на Дракър работят добре в бизнес средата от втората половина на XX век. По това време големите корпорации са разработили основните ефективни промишлени и управленски йерархии за масово производство. Изпълнителните директори на корпорациите считат, че знаят как да управляват максимално ефективно своите компании, а Дракър е този, който по симпатичен начин в своите литературни трудове им показва, че това не е точно така. Той предполага, че читателите му са интелигентни, рационални, трудолюбиви хора с добра воля. И дава пример, че ако някоя фирма се бори за оцеляването си, възможните причини за това вероятно са остарелите идеи, тясната концепция на проблема и вътрешните недоразумения.
По време на дългата си кариера като консултант Дракър е работил за много корпорации, сред които Дженеръл Мотърс, Кока-Кола, Ситигруп, IBM, Intel. Въпреки че той помага на много директори на корпорации да успеят, той е ужасен, виждайки как възнагражденията на ръководните кадри в САЩ растат като балон и възлизат на стотици пъти над тези на средния работник. В статия от 1984 г. Дракър пише, че заплащането на ръководните кадри не трябва да надхвърля повече от двадесет пъти това на средния работник, противното би било „морално и социално недопустимо и ще плати висока цена за това“.
Дракър работи като консултант за различни правителствени агенции в САЩ, Канада и Япония. Той работи и с различни неправителствени организации с цел да им помогне да бъдат успешни, често предоставяйки услугите си безплатно. Сред многото организации които подпомага са Армията на спасението и Американския червен кръст.

## Литературни трудове
Книгите, които Дракър пише, биват разделят на три периода:
- Книги по икономическа теория, сред които „Краят на икономическия човек“ (1939), „Бъдещето на индустриалния човек“ (1942) и „Концепция за корпорацията“ (1946).
- Книги по мениджмънт, сред които „Практика на мениджмънта“ (1954), „Мениджмънт за резултати“ (1964), „Ефективният ръководител“ (1966) и „Мениджмънт – задачи, отговорности, практики“ (1973).
- Книги по философия, сред които „Невидимата революция“ (1976), „Новаторство и предприемачество“ (1985), „Новите реалности“ (1989) и „Управление във време на големи промени“ (1995).

Библиография, подредена в хронологичен ред:
1. Краят на икономическия човек – 1939
2. Бъдещето на индустриалния човек – 1942
3. Концепция за корпорацията – 1946
4. Новото общество – 1950
5. Практика на мениджмънта – 1954
6. Следващите двадесет години на Америка – 1957
7. Забележителности на утрешния ден – 1957
8. Мениджмънд за резултати – 1964
9. Ефективният ръководител – 1966
10. Епохата на промяната – 1968
11. Технологии, Мениджмънт и Общество – 1970
12. Хора, Идеи и Политика – 1971
13. Мениджмънт – задачи, отговорности, практики – 1973
14. Невидимата революция – 1976 (преиздадена през 1996 под заглавието „Революцията на пенсионните фондове“)
15. Хора и производителност: Най-доброто от Питър Дракър в мениджмънта – 1977
16. Въвеждащ поглед над мениджмънта – 1977
17. Приключенията на страничния наблюдател – 1978 (автобиография)
18. Песента на четката: Японски рисунки от колекцията на Сансо – 1979
19. Мениджмънт в турболентни времена – 1980
20. По пътя към бъдещите икономики и други есета – 1981
21. Променящоя се свят на ръководителя – 1982
22. Последния от всички възможни светове – 1982 (роман)
23. Изкушението да се прави добро – 1984 (роман)
24. Новаторство и предприемачество – 1985
25. Границите на мениджмънта – 1986
26. Новите реалности: в правителството и политиката, в икономиката и бизнеса, в обществото и света – 1989
27. Мениджмънт на Неправителствени организации: Принципи и практики – 1990
28. Мениджмънт за бъдещето – 1992
29. Екологичното виждане – 1993
30. Посткапиталистическо общество – 1993
31. Управление във време на големи промени – 1995
32. Дракър в Азия: Диалог между Питър Дракър и Исао Накаучи – 1997
33. Питър Дракър за мениджърската професия – 1998
34. Препятствия за менидмънта през 21 век – 1999
35. Най-важното от Дракър – 2001
36. Управление на Бъдещото Общество – 2002
37. Функциониращо общество – 2002
38. Всекидневния Дракър – 2004
39. Ефективният ръководител в действие – 2006